# Valerie Carter
Pour les articles homonymes, voir Carter.
Valerie Carter (née Valerie Gail Zakian Carter) est une chanteuse-compositrice américaine, née le 5 février 1953 à Winter Haven, Floride et morte le 4 mars 2017 à St. Petersburg, Floride, d'une crise cardiaque.

## Biographie
Valerie Carter commence sa carrière en chantant dans des cafés lors de son adolescence, avant de devenir membre du groupe country-folk Howdy Moon. Bien qu'ils fassent leurs débuts au légendaire Troubadour, à Los Angeles, en 1974, leur unique album est assez obscur. Il est notable cependant pour la chanson de Valerie, Cook With Honey, plus tard un succès pour Judy Collins et pour l'introduction de Valerie à Lowell George, qui produit son album suivant. Il sera son mentor jusqu'à sa mort, en 1979, et lui présente Jackson Browne, James Taylor et de nombreux artistes avec lesquels elle travaillera tout au long de sa carrière.
Son premier album solo, Just A Stone's Throw Away, présente un nombre impressionnant d'artistes invités de la scène musicale du sud de la Californie des années 1970, dont Maurice White, Lowell George, Linda Ronstadt, Jackson Browne et Deniece Williams. L'album est bien reçu et recueille des critiques favorables qui la placent en première partie des Eagles en Europe. Deux ans plus tard, elle sort l'album Wild Child et commence à tourner avec divers artistes, principalement James Taylor, Jackson Browne et Linda Ronstadt.
Carter sort ensuite un autre album solo, The Way It Is, aux côtés des artistes invités, dont Phoebe Snow, Lyle Lovett, Edwin McCain, James Taylor, Linda Ronstadt et Jackson Browne. Une édition limitée de ce CD sort au Japon, avec une chanson supplémentaire de Tom Snow.
Sortent deux ans plus tard les EP Find a River, Vanilla Grits et un CD de compilation Midnight Over Honey River.

## Autres apparitions
Valerie travaille comme choriste pour un certain nombre d'artistes célèbres, et notamment Linda Ronstadt, Don Henley, Christopher Cross, Little Feat, Jackson Browne, les Outlaws et James Taylor.
Elle écrit la chanson Cook with Honey, qui est un succès pour Judy Collins sur son album de 1973, True Stories and Other Dreams. Carter participe également à la chanson de Jackson Browne, Love Needs a Heart, qui figure sur son album de 1977, Running on Empty. Elle coécrit également It is One et Nino sur l'album Looking East de Jackson Browne. Elle travaille comme scénariste pour The Brothers Johnson, sur le morceau Deceiver, Turn It into Something Good d'Earth, Wind & Fire, présenté sur l'album Faces du groupe en 1980, et Never Should've de Cher, Black Rose.
En 1978, elle interprète la voix chantée du personnage de Jan Mouse dans l'animation spécial Halloween The Devil and Daniel Mouse, produite par le studio d'animation canadien Nelvana. Elle est créditée sous le pseudonyme de Laurel Runn, probablement inspiré par sa vie à Laurel Canyon à l'époque. Elle chante plusieurs chansons dans le spécial, y compris un duo avec l'auteur-compositeur John Sebastian du groupe The Lovin' Spoonful. L'année suivante, en 1979, sa reprise de O-o-h Child est présentée dans le premier film de Matt Dillon, Over the Edge.
En 2018, sa sœur, Jan Carter, et son amie Kathy Kurasch assemblent The Lost Tapes, le premier album autonome posthume de matériel inédit de Valerie Carter. Il comprend des morceaux inédits enregistrés au cours de sa carrière, dont I Got Over It, écrite avec Prince.

## Vie privée
Dans le numéro du 11 décembre 1999 de Billboard, un mariage est annoncé entre Valerie et Seth Katz, lequel a lieu le 26 novembre 1999 à Montclair, dans le New Jersey.
En août et octobre 2009, Carter est arrêtée à Saint Petersbourg, en Floride, pour possession de drogue. Elle remplit toutes les exigences du tribunal le 25 mai 2011. L'auteur-compositeur-interprète américain James Taylor apparaît à ses cérémonies de remise de diplôme au tribunal de la drogue dans un effort de félicitations au nom de tous les diplômés.
Elle décède d'une crise cardiaque le 4 mars 2017, à l'âge de 64 ans. Après son décès, sa sœur Kathy Kurasch touve des cassettes de chansons que Valerie avait enregistrées mais qui n'avaient jamais été publiées. Les bandes sont en grande partie inachevées et sur tous les formats différents à partir de 24 pistes masters 1/4", d'ADAT et de cassettes. On y retrouve ainsi Linda Ronstadt, Nicolette Larson, Steve Tyrell, David Lasley, Will Jennings, Tom Snow et bien d'autres. Les overdubs, le remixage et le mastering sont réalisés par Kurasch et en décembre 2018, et The Lost Tapes sort sur Cowboy Angel Records.
La chanson Valerie enregistrée par Steve Winwood lui fait référence, tout comme la chanson de Jackson Browne, That Girl Could Sing.

## Discographie

### Comme membre du groupe Howdy Moon
- Howdy Moon — 1974

### Albums solo
- Just a Stone's Throw Away (single O-o-h Child) — 1977
- Wild Child — 1978
- The Way It Is — 1996
- Find a River — 1998
- Midnight Over Honey River - 2003
- Valerie-Carter-The-Lost-Tapes – 2018
- Valerie Carter with Yoshiyuki Sahashi Live in Tokyo - 2020

### Compilations
- Vanilla Grits - 2001
- Ooh Child: The Columbia Years — 2019

### Choriste
- Aaron Neville — Warm Your Heart — 1991
- Al Kooper — Championship Wrestling — 1982
- Anna Vissi — Everything I Am — 2001
- Anne Murray — Anne Murray — 1996
- Arnold McCuller — Circa 1990 — 2003
- Aselin Debison — Sweet Is the Melody — 2002
- Christopher Cross — Christopher Cross — 1980
- Curtis Stigers — Brighter Days —
- Diana Ross — Force Behind the Power — 1991
- Don Grusin — 10k-La — 1980
- Don Henley :
  - The End of the Innocence — 1989
  - Inside Job — 2000
- Eddie Money — Playing for Keeps — 1980
- Eric Carmen — Change of Heart — 1978
- Freebo — End of the Beginning — 1999
- Glenn Frey — Strange Weather — 1992
- Hoyt Axton — Southbound — 1975
- Jackson Browne :
  - I'm Alive — 1993
  - Looking East — 1996
- James Taylor :
  - Gorilla (en) — 1975
  - In the Pocket (en) — 1976
  - New Moon Shine (en) — (1991
  - LIVE (en) — 1993
  - Best LIVE — 1994
  - Hourglass — 1997
  - Greatest Hits Volume 2 (en) — 2000
- Jimmy Webb :
  - Angel Heart — 1982
  - Suspending Disbelief — 1993
- Jorge Calderón — City Music — 1975
- Jude Johnstone — Coming of Age
- Julia Fordham — Swept — 1991
- Julie Miller :
  - Orphans & Angels — 1993
  - Invisible Girl — 1996
- Keiko Matsui — Sapphire — 1995
- Linda Ronstadt :
  - Winter Light — 1994
  - Feels Like Home — 1995
  - Dedicated to the One I Love — 1996
- Little Feat — The Last Record Album — 1975
- Lyle Lovett — Road to Ensenada — 1996
- Maureen McCormick — When You Get a Little Lonely — 1995
- Neil Diamond :
  - Lovescape — 1991
  - Up on the Roof: Songs from the Brill Building — 1993
  - Christmas Album, Vol. 2 — 1994
  - In My Lifetime — 1996
- Nicolette Larson :
  - Nicolette — 1978
  - All Dressed Up and No Place to Go — 1982
- Ofra Haza — Kirya — 1992
- Jack Wagner — Love Can Take Us All The Way — 1986
- Randy Newman — Born Again — 1979
- Rick Derringer — Free Ride — 2002
- Ringo Starr — Time Takes Time — 1992
- Shawn Colvin — Fat City — 1992
- Tom Jans — Eyes of an Only Child — 1975
- Tom Kell — Dove — 2012
- Vonda Shepard — Songs from Ally McBeal — 1998
- Willie Nelson — Healing Hands of Time — 1994